# Раждагиња
Раждагиња је насеље у Србији у општини Сјеница у Златиборском округу. Према попису из 2022. било је 517 становника (према попису из 1991. било је 757 становника).
Овде се налази ОШ „Јован Јовановић Змај” Раждагиња.

## Демографија
У насељу Раждагиња живи 305 пунолетних становника, а просечна старост становништва износи 35,0 година (34,7 код мушкараца и 35,3 код жена). У насељу има 96 домаћинстава, а просечан број чланова по домаћинству је 4,35.
Ово насеље је великим делом насељено Бошњацима (према попису из 2002. године), а у последња три пописа, примећен је пад у броју становника.
|  |

| Демографија | Демографија | Демографија |
| Година      | Становника  | Становника  |
| ----------- | ----------- | ----------- |
| 1948.       | 706         |             |
| 1953.       | 815         |             |
| 1961.       | 874         |             |
| 1971.       | 957         |             |
| 1981.       | 907         |             |
| 1991.       | 757         | 748         |
| 2002.       | 418         | 571         |

| Етнички састав према попису из 2002.‍ | Етнички састав према попису из 2002.‍ | Етнички састав према попису из 2002.‍ | Етнички састав према попису из 2002.‍ | Етнички састав према попису из 2002.‍ |
| ------------------------------------ | ------------------------------------ | ------------------------------------ | ------------------------------------ | ------------------------------------ |
|                                      |                                      |                                      |                                      |                                      |
| Бошњаци                              | Бошњаци                              |                                      | 406                                  | 97,12%                               |
| Муслимани                            | Муслимани                            |                                      | 10                                   | 2,39%                                |
| непознато                            | непознато                            |                                      | 2                                    | 0,47%                                |

| Година пописа     | 1948. | 1953. | 1961. | 1971. | 1981. | 1991. | 2002. |
| ----------------- | ----- | ----- | ----- | ----- | ----- | ----- | ----- |
| Број домаћинстава | 115   | 125   | 138   | 140   | 145   | 147   | 96    |

| Број чланова      | 1  | 2  | 3 | 4  | 5  | 6 | 7  | 8 | 9 | 10 и више | Просек |
| ----------------- | -- | -- | - | -- | -- | - | -- | - | - | --------- | ------ |
| Број домаћинстава | 10 | 17 | 8 | 14 | 19 | 8 | 14 | 4 | 1 | 1         | 4,35   |

| Пол    | Укупно | Неожењен/Неудата | Ожењен/Удата | Удовац/Удовица | Разведен/Разведена | Непознато |
| ------ | ------ | ---------------- | ------------ | -------------- | ------------------ | --------- |
| Мушки  | 153    | 41               | 106          | 5              | 0                  | 1         |
| Женски | 165    | 35               | 112          | 17             | 1                  | 0         |
| УКУПНО | 318    | 76               | 218          | 22             | 1                  | 1         |

| Пол    | Укупно                    | Пољопривреда, лов и шумарство | Рибарство                            | Вађење руде и камена | Прерађивачка индустрија       |
| ------ | ------------------------- | ----------------------------- | ------------------------------------ | -------------------- | ----------------------------- |
| Мушки  | 71                        | 58                            | 0                                    | 2                    | 3                             |
| Женски | 65                        | 44                            | 0                                    | 0                    | 9                             |
| УКУПНО | 136                       | 102                           | 0                                    | 2                    | 12                            |
| Пол    | Производња и снабдевање   | Грађевинарство                | Трговина                             | Хотели и ресторани   | Саобраћај, складиштење и везе |
| Мушки  | 0                         | 0                             | 0                                    | 0                    | 2                             |
| Женски | 0                         | 0                             | 0                                    | 0                    | 0                             |
| УКУПНО | 0                         | 0                             | 0                                    | 0                    | 2                             |
| Пол    | Финансијско посредовање   | Некретнине                    | Државна управа и одбрана             | Образовање           | Здравствени и социјални рад   |
| Мушки  | 0                         | 0                             | 0                                    | 2                    | 0                             |
| Женски | 0                         | 0                             | 0                                    | 0                    | 0                             |
| УКУПНО | 0                         | 0                             | 0                                    | 2                    | 0                             |
| Пол    | Остале услужне активности | Приватна домаћинства          | Екстериторијалне организације и тела | Непознато            | Непознато                     |
| Мушки  | 0                         | 0                             | 0                                    | 4                    | 4                             |
| Женски | 0                         | 0                             | 0                                    | 12                   | 12                            |
| УКУПНО | 0                         | 0                             | 0                                    | 16                   | 16                            |